# Haywardina stelligera
Haywardina stelligera är en fjärilsart som beskrevs av Butler 1874. Haywardina stelligera ingår i släktet Haywardina och familjen praktfjärilar. Inga underarter finns listade i Catalogue of Life.